# Skoby
Skoby – miejscowość (tätort) w Szwecji, w regionie administracyjnym (län) Uppsala, w gminie Östhammar.
Według danych Szwedzkiego Urzędu Statystycznego liczba ludności wyniosła: 239 (31 grudnia 2015), 238 (31 grudnia 2018) i 239 (31 grudnia 2019).